# Circuito callejero de Hong Kong
El Circuito callejero de Hong Kong es un circuito urbano ubicado en Hong Kong. Fue creado para el Hong Kong ePrix del Campeonato Mundial de Fórmula E. Su primer uso fue durante la Temporada 2016-17 de Fórmula E.

## Ubicación
El Circuito callejero de Hong Kong esta ubicadó en la Dístrito Central, frente a Victoria Harbour y en las cercanías del Two International Finance Centre, el cual es uno de los edificios más altos de Hong Kong.

## Ganadores
| Edición | Ganador          | Equipo          | Resultados |
| ------- | ---------------- | --------------- | ---------- |
| 2016-17 | Sébastien Buemi  | Renault e Dams  | Resultados |
| 2017-18 | Sam Bird         | DS Virgin       | Resultados |
| 2017-18 | Felix Rosenqvist | Mahindra Racing | Resultados |
| 2018-19 | Edoardo Mortara  | Venturi Racing  | Resultados |